# Amy Stiller
Amy Stiller (New York, 9 augustus 1961) is een Amerikaans actrice. Ze is de dochter van acteur Jerry Stiller en zijn vrouw Anne Meara. Ze is de zus van Ben Stiller.
Stiller speelde als meisje van 8 al een rolletje als bloemenmeisje in de film Lovers and Other Strangers, waarin haar vader haar vader speelt. Haar moeder speelde ook een rol in die film. Verder was Amy Stiller te zien in films als Freefall, Highway to Hell, The Cable Guy en Zoolander. Ze speelde gastrollen in onder meer The King of Queens, Law & Order en Third Watch.
In veel van de producties waarin ze speelde deden ook één of meer van voornoemde familieleden mee.

## Filmografie
- Lovers and Other Strangers (1970) - Bloemenmeisje/Carol
- That's Adequate (1989) - Jolene Lane
- Elvis Stories (1989) - Checkout Girl
- Vampire's Kiss (1989) - Theater Girl
- Monsters Televisieserie - Rol onbekend (Afl., One Wolf's Family, 1990)
- Freefall (1990) - Emily
- Highway to Hell (1992) - Cleopatra
- The Ben Stiller Show Televisieserie - De Bruid van Frankenstein (Afl., With Garry Shandling, 1992)
- Law & Order Televisieserie - Alison Thomas (Afl., Golden Years, 1994)
- Reality Bites (1994) - Telefoonpartner helderziende
- The Cosby Mysteries Televisieserie - Mona (Afl., The Medium Is the Message, 1995)
- The Daytrippers (1996) - Amy Corinne Fairbright-Lebow
- The Cable Guy (1996) - Stevens secretaresse
- Southie (1998) - Rol onbekend
- The King of Queens Televisieserie - Allison Finnegan (Afl., S'ain't Valentine's, 1999)
- Law & Order Televisieserie - Bardame (Afl., Sideshow, 1999)
- The Independant (2000) - Dr. Rosaria McIesh
- The Visit (2000) - Julie Bronsky
- My 5 Wives (2000) - Gescheiden vrouw in Vegas #2
- Chump Change (2001) - Cherri Contrary
- Zoolander (2001) - Lid van Hansels posse
- Third Watch Televisieserie - Marjorie (Afl., Act Brave, 2001)
- The King of Queens Televisieserie - Serveerster (Afl., Eddie Money, 2002)
- Crooked Lines (2003) - Regisseur
- The Reunion (2004) - Angie
- The King of Queens Televisieserie - Cheryl (Afl., Tank Heaven, 2004)
- Dodgeball: A True Underdog Story (2004) - Serveerster bij Keno
- The King of Queens Televisieserie - Sylvia (Afl., Catching Hell, 2005)
- The King of Queens Televisieserie - Gloria (Afl., Fresh Brood, 2006|Four Play, 2006|Mild Bunch, 2007)
- Tropic Thunder - Script Supervisor (2008)